# Takie rzeczy
Takie rzeczy – debiutancki album polskiego rapera KęKę. Wydawnictwo ukazało się 4 listopada 2013 roku nakładem wytwórni muzycznej Prosto. Produkcji nagrań podjęli się: Zioło, 2sty, Czarny HIFI, Lucricausa, Milionbeats, Lanek, Urban, LuckyLoop, Tytuz, Pawbeats oraz DJ Vazee. Materiał został zarejestrowany w 2013 roku w warszawskim Otrabarwa Studio. Miksowanie wykonał znany z występów w zespole HiFi Banda inżynier dźwięku Czarny HIFI, który wraz z Antonim Wróblem był również realizatorem nagrań. Natomiast mastering zrealizował DJ Deszczu Strugi. Oprawę graficzną albumu wykonał Paweł Janasz.
Album zadebiutował na 3. miejscu zestawienia OLiS, sprzedając się w ilości 15 tysięcy egzemplarzy. 14 stycznia 2015 roku ZPAV podał, że album uzyskał status złotej płyty. Rok później była to już platynowa płyta, a we wrześniu 2023 – dwukrotnie platynowa.

## Lista utworów
Opracowano na podstawie materiału źródłowego.
1. „Nigdy dość” (produkcja: Zioło) – 3:43
2. „Zostaję” (produkcja: Czarny HIFI) – 4:07
3. „Ja się pytam” (produkcja: Lucricausa) – 3:23
4. „Nie wiedziałaś” (produkcja: 2sty) – 3:11
5. „Iskra” (produkcja: Tytuz) – 3:14
6. „Z boku” (produkcja: Milionbeats) – 3:17
7. „Sama powiedz” (producent: Czarny HIFI) – 4:11
8. „Jeden kraj” (produkcja: Zioło) – 3:46[A]
9. „Dużo nie trzeba” (produkcja: Tytuz, scratche: DJ Vazee) – 2:45
10. „Trasa (BraKaKa)” (produkcja: Pawbeats) – 2:59
11. „Wszystko pięknie” (produkcja: Zioło, scratche: DJ Vazee) – 3:05
12. „Chwila” (produkcja: 2sty, scratche: Vazee) – 3:12[B]
13. „Znakomicie” (produkcja: Lanek) – 3:24[C]
14. „Krucjata” (produkcja: Urban) – 3:58
15. „Dziękuję” (produkcja: Luckyloop) – 3:38

Notatki
- A^ W utworze wykorzystano sample z piosenki „Prison Song” w wykonaniu Tommy’ego Butlera[10].
- B^ W utworze wykorzystano sample z piosenki „Change the Beat (Female Version)” w wykonaniu Beside[10].
- C^ W utworze wykorzystano sample z piosenki „Take Me to the Mardi Gras” w wykonaniu Boba Jamesa[10].